# Aeroportul Ibiza
Aeroportul Ibiza (IATA: IBZ, ICAO: LEIB) este un aeroport din Ibiza, Balearic Islands⁠(d), Insulele Baleare⁠(d), Spania ce deservește zona Ibiza. Aeroportul a fost tranzitat în 2022 de 8.156.675 de pasageri. A fost deschis în 1949 și numit după zona deservită.
Situat la o altitudine de 7 m, aeroportul dispune de 1 pistă. Este operat de ENAIRE⁠(d).

## Infrastructură

### Piste
Aeroportul dispune de o singură pistă. Pista 06/24 are suprafața de asfalt și dimensiunile 2.800 m × 45 m. 